# Taddeo I da Montefeltro

Stemma della famiglia Da Montefeltro

Taddeo I da Montefeltro (1180 – 1251) è stato un condottiero italiano, membro della famiglia marchigiana dei da Montefeltro.

## Biografia
Taddeo da Montefeltro era figlio di Montefeltrano I da Montefeltro e fratello di Bonconte I da Montefeltro. Nel 1226 Federico II concesse al fratello Bonconte e a lui il feudo di Urbino. Ci vollero diversi anni per piegare la volontà degli urbinati, fino a che, il 31 gennaio 1234, fu firmata la pace, e Bonconte divenne il primo conte di Urbino della dinastia da Montefeltro. Tuttavia la contea di Urbino fu terreno di una delle contese tra il papato e l'impero di Federico II. Infatti successivamente Innocenzo IV annullò l'investitura di Taddeo su Urbino, oltre a scomunicare gli uomini di Federico II che vi risiedevano.